# Distretto di Koraput
Il distretto di Koraput è un distretto dell'Orissa, in India, di 1 177 954 abitanti. Il suo capoluogo è Koraput.